# Tarache knowltoni
Tarache knowltoni is een vlinder uit de familie van de uilen (Noctuidae). De wetenschappelijke naam van deze soort is voor het eerst voorgesteld als Acontia knowltoni door James Halliday McDunnough in een publicatie uit 1940.
De soort komt voor in het westen van de Verenigde Staten.